# شبیر
شبیر (قزاقی: Шебир) یک شهر و منطقه مسکونی در قزاقستان است که در استان مین‌قشلاق واقع شده‌است.